# AMFAD All My Friends Are Dead
AMFAD All My Friends Are Dead o Todos mis amigos están muertos,  es una película de terror estadounidense de 2024 dirigida por Marcus Dunstan y escrita por Josh Sims y Jessica Sarah Flaum. Está protagonizada por Jade Pettyjohn y JoJo Siwa.
Se estrenó en el Festival de Cine de Tribeca el 8 de junio de 2024 y fue estrenada por Cineverse el 2 de agosto de 2024.

## Trama
20 años después de que un asesino en serie desconocido asesinara a siete personas en un festival de música con asesinatos inspirados en los Siete Pecados Capitales, el festival de música se celebra una vez más. Un grupo de influencers, formado por Sarah, Mona, Will, Liv, L.B. y Guy, planean acudir a su festival; su amigo Aaron no puede ir debido a su trabajo. En el camino, su coche se avería y un policía los lleva a un Airbnb cercano para que pasen la noche; sin embargo, no pueden asistir al festival. Sin que ellos lo sepan, una persona invisible los está observando a través de cámaras ocultas.
El grupo encuentra vasos etiquetados con los Siete Pecados Capitales y, después de asignar cada vaso a un miembro del grupo con la excepción de uno, pasan la noche consumiendo alcohol y drogas. Guy, que está muy drogado, se va en un intento de conseguir que lo lleven al festival de música, pero es secuestrado por la persona, un asesino enmascarado que lleva una máscara LED que bombea un gas en el estómago de Guy hasta que explota. Mientras L.B. y Mona tienen relaciones sexuales, con L.B. filmándolo, Mona ve al asesino en el fondo de la grabación. El grupo recibe un mensaje de alguien que dice ser Collette, un exmiembro del grupo de amigos; Mona revela que después de que ella la rechazara violentamente, Collette se suicidó disparándose en la cabaña donde el grupo solía pasar el tiempo. Liv es secuestrada cuando intenta irse y es atada bajo un tanque de agua hirviendo, y el asesino desafía a Internet a que la transmisión llegue a 1000 me gusta; aunque la transmisión alcanza la meta, Mona no cree que sea real, lo que hace que el conteo baje; el asesino permite que el agua derrita la piel de Liv.
Aaron deja su trabajo y comienza a conducir en dirección al Airbnb. L.B. es apuñalado por el asesino con un consolador afilado después de ser atraído al piso de arriba, quien luego lo golpea hasta la muerte con un bate de béisbol; Aaron llega y descubre el cadáver. Sarah, Mona, Will y Aaron descubren una puerta oculta que lleva a un sótano lleno de monitores, todos mostrando la cara de Collette y videos del grupo. Bajo la presión de Sarah, que no sabe lo que está pasando, el grupo revela que Collette le envió a Mona un video desnudo, que el grupo subió a Internet, arruinando la vida de Collette; tratando de enmendarse, se dirigieron a su cabaña solo para descubrirla muerta, habiendo grabado sus nombres en la madera. Ocultando su participación, el grupo quemó la cabaña.
Al darse cuenta del motivo de los asesinatos, Sarah reprende a Mona; encuentran los cuerpos de sus amigos antes de que llegue el asesino, matando a Will y Liv, que estaba gravemente herida, con un hacha. Mientras intentan escapar del sótano, Mona arroja a Aaron sobre el asesino, quien lo apuñala hasta la muerte antes de que los tres caigan al sótano. Mona desenmascara al asesino, revelando que es la oficial de policía de antes, Lois Shaw. Shaw y Mona entran en una pelea y Mona le arroja un cuchillo a Sarah; Sin embargo, Sarah le corta la garganta a Mona. Le revela a Mona que ella y Shaw planearon toda la noche como venganza después de que Shaw la salvó del suicidio, usando el estilo de un asesino en serie 20 años antes para enmarcarlo como un asesino imitador. Sarah permite que Mona muera por pérdida de sangre antes de que ella y Shaw preparen la escena para convertirla en la única sobreviviente.
Algún tiempo después, los oficiales de policía (incluido Shaw) llegan e investigan la escena. Shaw lleva a Sarah a un lado mientras se besan, solo para que Sarah revele una pieza adicional de información; habiendo descubierto el tormento de Collette, Sarah había atraído a Mona a la cabaña con la intención de matarla. Sin embargo, Collette interceptó el mensaje y en el proceso recibió un disparo accidental y fue asesinada por Sarah, quien lo enmarcó como un suicidio y culpó a los amigos por todo; para no dejar testigos, Sarah pega el arma de Shaw a su propia mano y la incrimina como la asesina, lo que hace que un detective la mate a tiros. Sarah se para sobre su cadáver y sonríe, diciéndole "todos mis amigos están muertos".
En una escena postcréditos, Sarah recibe una llamada del asesino original de los Siete Pecados Capitales de hace 20 años, quien le dice que lo enojó y que "todos los que conoce están muertos".

## Elenco
- Jade Pettyjohn como Sarah
- JoJo Siwa como Colette
- Jennifer Ens como Mona
- Justin Derickson como Will
- Ali Fumiko Whitney como Liv
- Julian Haig como L.B.
- Michaella Russell como officer Shaw
- Cardi Wong como Aaron
- Jack Doupe-Smith como Guy
- Pete Graham como Detective Daniels

## Producción
En marzo de 2022, Deadline informó que Cineverse (entonces conocida como Cinedigm) y Roundtable Entertainment firmaron un acuerdo de 10 películas por 15 millones de dólares para cofinanciar y ser copropietarios de la propiedad intelectual de las películas originales, siendo AMFAD All My Friends Are Dead la primera en ser producida a partir del acuerdo. Fue financiada íntegramente por Film Mode Entertainment, Banc of California y Budding Equity, entre otros. El guion fue escrito por Josh Sims y Jessica Sarah Flaum. Kevin Greutert estaba originalmente destinado a dirigir, pero en octubre Marcus Dunstan fue contratado como reemplazo.
En febrero de 2023, Jade Pettyjohn y JoJo Siwa fueron elegidas para los papeles principales.En mayo siguiente, Jennifer Ens, Ali Fumiko Whitney, Justin Derickson, Julian Haig, Cardi Wong, Jack Doupe-Smith y Michaella Russell fueron elegidos para papeles secundarios.
La fotografía principal estaba originalmente programada para comenzar en noviembre de 2022,pero en su lugar se llevó a cabo en Vancouver del 3 al 19 de mayo de 2023. Rostislav Vaynshtok compuso la banda sonora de la película.

## Estreno
Film Mode Entertainment proyectó la película para compradores internacionales en el Festival Internacional de Cine de Berlín de 2024 entre el 15 y el 19 de febrero de 2024. Tuvo su estreno mundial en el Festival de Cine de Tribeca el 8 de junio de 2024. Se estrenó en cines selectos y en video a pedido por Cineverse el 2 de agosto de 2024.

## Recepción
En el sitio web del agregador de reseñas Rotten Tomatoes, el 53% de las 19 reseñas de los críticos son positivas, con una calificación promedio de 5.5/10.